# 漕井桥
漕井桥位于山东省济宁市任城区安居街道桥西村，是一座位于京杭大运河故道上的清朝七孔石拱桥遗迹。
桥边有两块碑刻，一为《桥西村重修桥记》，记述漕井桥重修于顺治五年（1648年）。另一为《修西桥记》，记述漕井桥再次重修于康熙十五年（1676年）。由青石垒砌的七孔石拱桥，今残存两孔，基本完整。两孔之间有一龙，龙头向北、龙尾向南。残桥长10米、宽4.4米、高2米。残桥因年久失修和风雨侵蚀，损害严重。又因桥体周围倾倒的垃圾和渣土，原有风貌与周边环境被破坏。
2007年，大运河申遗调查时发现此桥。2013年10月，山东省人民政府将漕井桥列入第四批山东省文物保护单位，分类为大运河遗址。其它资料显示，2013年3月时，漕井桥已是第七批全国重点文物保护单位——大运河在山东省济宁市的子项:33。